# Brachygluta helferi helferi
Brachygluta helferi helferi é uma subespécie de insetos coleópteros polífagos pertencente à família Staphylinidae.
A autoridade científica da subespécie é Schmidt-Goebel, tendo sido descrita no ano de 1836.
Trata-se de uma subespécie presente no território português.